# Liste der denkmalgeschützten Objekte in Hinterstoder
Die Liste der denkmalgeschützten Objekte in Hinterstoder enthält die 6 denkmalgeschützten, unbeweglichen Objekte der Gemeinde Hinterstoder im Bezirk Kirchdorf (Oberösterreich).

## Denkmäler
| Foto |                 | Denkmal                                                          | Standort                                               | Beschreibung | Metadaten |
| ---- | --------------- | ---------------------------------------------------------------- | ------------------------------------------------------ | --- | --- |
| ja   | Datei hochladen | Kriegerdenkmal HERIS-ID: 80973 Objekt-ID: 94730                  | neben Hinterstoder 23 Standort KG: Hinterstoder        | Franz Koppelhuber und Hans Pontiller schufen das Kriegerdenkmal an der Friedhofsmauer. | BDA-Hist.: Q38174887 Status: § 2a Stand der BDA-Liste: 2025-06-30 Name: Kriegerdenkmal GstNr.: 1411/2                                         |
| ja   | Datei hochladen | Friedhofskapelle HERIS-ID: 98145 Objekt-ID: 114034               | Hinterstoder 23, in der Nähe Standort KG: Hinterstoder | | BDA-Hist.: Q37771470 Status: § 2a Stand der BDA-Liste: 2025-06-30 Name: Friedhofskapelle GstNr.: 1369                                         |
| ja   | Datei hochladen | Kath. Pfarrkirche Kreuzerhöhung HERIS-ID: 52187 Objekt-ID: 58599 | neben Hinterstoder 23 Standort KG: Hinterstoder        | Die spätbarocke Saalkirche besteht aus einem Langhaus mit Flachdecke, einem quadratischen Chor mit Halbkreisschluss und einer flachen Hängekuppel. 1956 legte man die Wand- und Deckenfresken aus der Erbauungszeit frei und restaurierte sie. Der Dachreiter hat einen spätbarocken Helm. Hochaltar und Kanzel entstanden um 1740, der Seitenaltar um 1700. | BDA-Hist.: Q21856575 Status: § 2a Stand der BDA-Liste: 2025-06-30 Name: Kath. Pfarrkirche Kreuzerhöhung GstNr.: .271 Pfarrkirche Hinterstoder |
| ja   | Datei hochladen | Pfarrhof HERIS-ID: 80837 Objekt-ID: 94592                        | Hinterstoder 41 Standort KG: Hinterstoder              | | BDA-Hist.: Q38174618 Status: § 2a Stand der BDA-Liste: 2025-06-30 Name: Pfarrhof GstNr.: 1378                                                 |
| ja   | Datei hochladen | Schmalzer-Kapelle HERIS-ID: 80978 Objekt-ID: 94735               | gegenüber Hinterstoder 75 Standort KG: Hinterstoder    | | BDA-Hist.: Q38174902 Status: § 2a Stand der BDA-Liste: 2025-06-30 Name: Schmalzer-Kapelle GstNr.: .233                                        |
| ja   | Datei hochladen | Weißenbacher-Kapelle HERIS-ID: 80972 Objekt-ID: 94729            | bei Weißenbachtal 1 Standort KG: Hinterstoder          | | BDA-Hist.: Q38174872 Status: § 2a Stand der BDA-Liste: 2025-06-30 Name: Weißenbacher-Kapelle GstNr.: 873/2 , 2025/1                           |

## Ehemalige Denkmäler
| Foto |                 | Denkmal                                                                    | Standort                              | Beschreibung | Metadaten |
| ---- | --------------- | -------------------------------------------------------------------------- | ------------------------------------- | --- | --- |
| ja   | Datei hochladen | Villa Peham (Landeserholungsheim) HERIS-ID: 80901 Objekt-ID: 94656bis 2022 | Goierweg 21 Standort KG: Hinterstoder | Die Villa Peham wurde 1924–1926 nach Plänen der Architekten Siegfried Theiss und Hans Jaksch für den Wiener Arzt Heinrich Peham als Ferienhaus errichtet. Anmerkung: Die Villa wurde bei einem Brand am 7. September 2015 schwer beschädigt und danach auf Betreiben der Gemeinde abgerissen, ohne den Denkmalschutz darüber zu informieren. | BDA-Hist.: Q38174699 Status: § 2a Stand der BDA-Liste: 2022-07-01 Name: Villa Peham (Landeserholungsheim) GstNr.: 441/2 |